# Halicyclops incognitus
Halicyclops incognitus är en kräftdjursart som beskrevs av Herbst 1962. Halicyclops incognitus ingår i släktet Halicyclops och familjen Cyclopidae. Inga underarter finns listade i Catalogue of Life.